# 天主教兰契总教区
天主教兰契总教区（拉丁語：Archidioecesis Ranchiensis），是羅馬天主教會以印度贾坎德邦首府為中心的一個總主教區，位於賈坎德邦中部蘭契縣和洛哈達伽縣，並轄八個教區。
2006年有教友116,758名，佔轄區總人口僅百分之4.1。由174名司鐸名管理31個堂區。現任總主教泰萊斯福爾·布拉祺多·托波樞機。
1927年5月25日設教區，1953年9月19日升格為總教區。